# Hans Weiler
Hans N. Weiler (* 13. September 1934 in Krefeld) ist ein deutschstämmiger US-amerikanischer Hochschullehrer. 

## Leben
Er ist emeritierter Professor der Stanford University für Erziehungswissenschaft und Politikwissenschaft (1965–1993) sowie emeritierter Professor für Vergleichende Politikwissenschaft. Seit dem 14. Oktober 1993 war er erster Rektor der neuen Europa-Universität Viadrina in Frankfurt (Oder). Gesine Schwan wurde am 11. Oktober 1999 seine Nachfolgerin.
Nachdem ein vom Land eingesetzter Expertenrat 2001 die Entwicklungsplanung der Universität Wuppertal besonders kritisch beurteilt hat, setzte Ministerin Behler Weiler als Mediator ein. Sein Reformkonzept aus Juli 2002 schlug die Umwidmung zahlreicher Professuren und die Gründung einer neuen Fakultät für Bildungsforschung vor. 2003 wurden die ersten drei Professuren in der neuen Fakultät ausgeschrieben.
Hans N. Weiler wurde für sein Engagement in den Aufbaujahren der Viadrina 1999 das Kommandeurskreuz des Verdienstordens der Republik Polen und 2001 das Verdienstkreuz erster Klasse des Verdienstordens der Bundesrepublik Deutschland verliehen. Er ist seit 2002 Ehrendoktor der Universität.
Am 12. Juni 2012 erhielt Weiler den Verdienstorden des Landes Brandenburg.

## Werke (Auswahl)
- Hans N. Weiler: Verstehen – Vermitteln – Gestalten: Die zukünftige Entwicklung der Bergischen Universität Wuppertal. Bericht über die Ergebnisse des Mediationsprozesses 2001/2002. Universität Wuppertal, 17. Juli 2002, archiviert vom Original am 5. April 2006; abgerufen am 29. November 2017.